# Route nationale 86d
Die Route nationale 86D, kurz N 86D oder RN 86D, war eine Nationalstraße in Frankreich.
Die Straße entstand im 19. Jahrhundert als eine der Rhônebrücken bei Tournon-sur-Rhône. Sie wurde zunächst als dritter Seitenast der N86 ohne Zusätze bezeichnet. Bei der Reform von 1933 war zunächst die Nummer N86E vorgesehen. Sie bekam dann schließlich die Nummer N86D zugewiesen. 1965 wurde sie abgerissen. Am Brückenkopf in Tournon befindet sich heute eine Plakette.